# Пчиня
 Тази статия е за реката в Сърбия и Северна Македония.  За селото в Северна Македония вижте Пчиня (село).  
Пчиня (на сръбски: Пчиња; на македонска литературна норма: Пчиња Пчиња) е река в Южна Сърбия и северната част на Северна Македония. Дългата 128 километра река е ляв приток на река Вардар.

## Географско положение

### Сърбия
Пчиня води началото си от няколко потока в западното подножие на Дукат планина, които се сливат край село Радовница и продължават като едно цяло на запад под името Трипушница. По поречието си Трипушница формира район, обособен в отделна община, наречена Търговище, по името на общинския център село Търговище. Край самото село Търговище Трипушница се слива с левия си приток Лесничка река, от където двете реки продължават на юг под името Пчиня. Районът на Пчиня в Южна Сърбия е един от най-бързо обезлюдяващите се и слабо развити икономически райони на Сърбия. Пчиня продължава на запад протичайки от север на Широка планина и приемайки край село Шаинце водите на северния си приток Кочурица. Руен планина спира пътя на Пчиня на запад и обръща посоката ѝ на юг в тясна долина между Руен планина и планината Козяк. В долината на реката се намира един от най-значимите в българската история манастири – Пчинският манастир. Общата дължина на Пчиня на територията на Сърбия е 45 километра.

### Северна Македония
На територията на Северна Македония Пчиня е дълга 83 км, като бавно променя посоката си на югозапад. Преминава край селата Карловце, Драгоманце, Стърновец, Войник, Клечевце, Пчиня, Студена бара, Горно Коняре, Долно Коняре и Катланово със съседния балнеоложки курорт Катлановска баня. Районът по горното течение на Пчиня при навлизането ѝ в Северна Македония е известен като Средорек, той се отделя чрез Бадерската клисура от района Которци. Към края си Пчиня протича по западната част на ниската Градищанска планина и се влива във Вардар в Таорската клисура почти на равно разстояние от градовете Скопие и Велес.

## Данни
- Пчиня принадлежи на Беломорската отточна област. Водосборният ѝ басейн покрива 3140 км², от които 1247 км² в Сърбия и 1893 км² в Северна Македония.

- Средномесечният отток при вливането и във Вардар е 14 м³/с, което я прави неплавателна.

- Всички главни притоци на Пчиня са на територията на Северна Македония: Бистрица, Петрошница и Крива река от ляво; Кумановска река от дясно.[1][2]

## Други
На Пчиня е наречена улица в кварталите „Разсадник-Коньовица“ и „Красна поляна 3“ в София (Карта).